# Samuel Tyszkiewicz
Samuel Fryderyk Tyszkiewicz (Magister Typographus) (ur. 1 stycznia 1889 w Warszawie, zm. 12 lipca 1954 w Castel d'Aiano we Włoszech) – polski typograf, drukarz i wydawca, założyciel Oficyny Florenckiej (w 1926 roku).
Syn Ottona Edwarda Tyszkiewicza (1851-1914) i Marii z domu Ellenberger (1852-1900) Szwajcarki, wyznania ewangelicko-reformowanego. Po śmierci matki ze względu na chorobę ojca był wychowywany przez przyjaciela rodziny, pastora Fryderyka Jelena. Sam był wyznania ewangelicko-reformowanego.
Przebywał we Florencji, gdzie w 1928 roku złożył drukarnię Stamperia Polacca (Tyszkiewiciana Officina). Tam drukował (składał ręcznie i tłoczył) dzieła sztuki typograficznej. Jego zakład działał do 1954 roku. W latach 1940–47 posiadał również drukarnie w Nicei. W sumie wydał ok. 60 dzieł z historii sztuki i poezji. Jego książki wydawane były na czerpanym papierze, w bogatych oprawach, z drzeworytami na wklejkach, grafikami i wzorowanymi na styl renesansowy kolofonami. Wszystkie jego egzemplarze były numerowane i wydawane w niewielkich nakładach od 150 do 300 egzemplarzy.  
Był nagrodzony na Grand Prix na Wystawie Powszechnej w 1937 roku w Paryżu. 
Jego firmę po jego śmierci prowadziła wdowa. Od 1978 roku część wyposażenia jego drukarni – klocki drzeworytowe oraz korespondencja trafiły do zbiorów Biblioteki Narodowej.